# Pałac w Przełazach
Pałac w Przełazach – zabytkowy pałac w Przełazach.
Trzykondygnacyjny, neorenesansowy pałac z końca XIX w.; wzniesiony przez ród Castell. Budowla za sprawą  wież prostokątnych  oraz sześciobocznej, zakończonych krenelażem i innych zdobień stylizowana na zamek. Od frontu, nad wejściem głównym, balkon podparty arkadami po bokach o kolumnach czworobocznych. Nad wejściem od strony ogrodu, do którego prowadzą schody, również balkon oparty na czterech czworobocznych kolumnach. Obecna siedziba Ośrodka Rehabilitacyjno-Wypoczynkowego. Obiekt otoczony parkiem.